# Zhang Jie (scrittrice)
Zhang Jie (張潔T, 张洁S, Zhāng JiéP; Pechino, 27 aprile 1937 – New York, 21 gennaio 2022) è stata una scrittrice cinese.

## Biografia
Zhang Jie 张洁 nasce il 27 aprile del 1937, nella zona della Cina che a quel tempo corrispondeva alla Manciuria, mentre ora è la provincia del Liaoning. Proprio per la collocazione geografica in cui venne alla luce, dovette subito far fronte alla realtà della guerra, in questo caso la guerra sino-giapponese. Sua madre discendeva dalla nobiltà manciuriana, ma le continue rivolte e i conflitti di cui la Cina fu teatro in quegli ultimi anni la ridussero in povertà. Prima dello scoppio delle ostilità sino-giapponesi, era un'insegnante; dopo l'invasione giapponese e l'inizio della guerra di resistenza, tuttavia, fu abbandonata dal marito, padre della bambina. Zhang Shanzi, madre di Zhang Jie, fu dunque costretta a crescere la propria figlia da sola e, nel tentativo di salvarsi dall'ondata di distruzione che il clima di guerra aveva inevitabilmente portato, scapparono prima verso Nord-Est, cercando rifugio tra le montagne della provincia dello Shanxi, per poi muoversi nuovamente e stabilirsi nella provincia dello Henan, nel centro-Sud. Zhang Jie dimostra di possedere, sin da piccola, un forte interesse ed una notevole predisposizione per le materie artistiche, in particolare la musica e la letteratura. Sotto l'influenza di sua madre, ebbe la possibilità di avvicinarsi in giovane età ai classici cinesi, tra cui lo Shijing 诗诗, il Libro delle odi, alla poesia delle dinastie Tang e Song, nonché alla letteratura occidentale. In particolare, si appassionò alla letteratura russa di autori quali Tolstoj, Dostojevskj, Punin e all'americano Mark Twain. All'età di diciotto anni, Zhang Jie entra nella prestigiosa Università del Popolo (Renmin Daxue 人民大学); nonostante la sua evidente passione per la letteratura, fu assegnata al campo di studio di economia pianificata. In ogni caso, nel 1960 termina il suo percorso di studi e riceve la laurea, che le assicurerà un posto di lavoro come statistico in un Ministero dell'Industria di Pechino. Zhang Jie si spostò, dunque, a vivere nella capitale, portando con sé sua madre. Qui sposò un suo collega e, nel 1963, diede alla luce la sua primogenita, Tang Di. Nel 1969, dopo lo scoppio della Rivoluzione Culturale, fu accusata di essere figlia di un elemento di destra, nonché di aver subito un'influenza negativa dalla letteratura occidentale. Per questo, subì la stessa sorte che investì un gran numero di intellettuali negli ultimi anni sessanta in Cina: fu “mandata in campagna” a lavorare, nella provincia del Jiangxi, a migliaia di chilometri di distanza dalla sua famiglia e, in particolare, da sua madre. La separazione durerà quattro anni e, una volta tornata, Zhang Jie riprenderà il suo lavoro a Pechino.

## Opere
Zhang Jie dovette aspettare la morte del Presidente Mao, avvenuta nel 1976, per potersi nuovamente dedicare alla sua passione giovanile: la scrittura. Appena due anni dopo, nel 1978, Zhang Jie pubblicò il suo primo romanzo Cong senlin li lai de haizi, 从森林来的孩子, tradotto in inglese con The Child from the Forest, il quale viene inserito nel filone della Shanghen Wenxue 伤痕文学 (Letteratura delle Ferite) in quanto denuncia della Rivoluzione Culturale e delle sofferenze subite da artisti ed intellettuali. Tale opera fu seguita, l'anno successivo, dal celebre racconto Ai shi bu neng wangji de 爱是不能忘记的 ("L'amore non si può dimenticare"). Quest'ultimo raccoglie una serie di storie che hanno luogo in Cina durante la Rivoluzione Culturale; il legame tra questi racconti è il ritrovamento del diario di sua madre, il cui titolo dà il nome all'intera raccolta, da parte di Shanshan, una giovane donna di trent'anni - «Ho trent'anni, la stessa età della Repubblica Popolare». Nel diario è celata una storia d'amore che si trova in bilico tra le contingenze storiche e gli obblighi sociali del tempo, in cui la madre di Shanshan, Zhong Yu, sposatasi molto presto, si trova nella condizione di dover lasciar andare l'uomo di cui davvero è innamorata per rientrare nel quadro in cui la società l'ha già da tempo inserita; anche lui è parte di questo quadro, motivo per cui sposerà un'altra donna; sarà proprio durante la Rivoluzione Culturale che quest'uomo troverà la morte. Zhong Yu non rinuncia, tuttavia, ai sentimenti che prova per lui, a cui rimane aggrappata anche in punto di morte. Shanshan è, per contro, confusa riguardo all'idea del matrimonio, e si ritrova a chiedersi se sia giusto o meno sposare Qiu Lin, un uomo la cui caratteristica principale sembra essere il suo bell'aspetto, senza che a ciò corrisponda un qualche tipo di dote spirituale; alla fine, ascoltando i consigli della madre quand'era ancora in vita e leggendo il suo diario una volta morta, Shanshan decide di non sposarsi. Ai shi bu neng wangji de fu duramente criticato da una parte della società cinese dell'epoca, di mentalità ancora affine al maoismo, e fu accusato di minare la moralità socialista attraverso la pretesa di difendere l'amore al di fuori del matrimonio. Nel 1981, Zhang Jie pubblicò il romanzo Chenzhong de chibang, 沉重的翅膀 (in inglese Heavy Wings) incentrato sul tema della modernizzazione dell'economia cinese e su come sia possibile portare avanti le riforme economiche necessarie all'avanzamento della Cina senza che venga attuata, allo stesso tempo, una riforma politica; tale opera le valse il premio Mao Dun nel 1985.
È del 1983, invece, Fangzhou 方舟 (The Ark), in cui ritorna preponderante la figura femminile attraverso le vicende di tre donne, separate dai rispettivi mariti, e il loro rapporto con il mondo del lavoro. Ciò che Zhang Jie dipinge, in questo romanzo, è un quadro che ritrae gli sforzi necessari alle donne single, vittime di discriminazioni e molestie sessuali, per ottenere rispetto e successo nel proprio campo professionale. La categoria dell'uomo è inserita, quasi senza eccezioni, in un mondo in cui nessuno di loro è libero dalla tradizionale concezione patriarcale della società cinese. Nel romanzo Zumulu 祖母绿 (Emerald) del 1984, viene affrontata nuovamente la tematica della donna single, seppure in chiave differente: per mezzo di due figure femminili, Zeng Linger e Beihe, e delle loro vicende amorose – e non solo – con uomo chiamato Zuowei. Zeng Linger si innamora di lui quando è al college e gli rimane accanto, sostenendolo in tutti i modi a lei possibili, durante la malattia e le difficoltà. Eppure, quando la donna è accusata di destrismo, viene abbandonata da Zuowei, che sposerà poi Beihe. Nonostante Zeng Linger abbia un figlio illegittimo da Zuowei e sia stata lasciata al proprio destino, ciò che traspare dal romanzo, alla fine, è la libertà di cui lei può godere, grazie alla liberazione dalle “catene” del vincolo matrimoniale, in forte contrasto con la prigione in cui Beihe sembra essere rinchiusa. La prima, da sola e in totale autonomia, riesce a rialzarsi, ad ottenere soddisfazioni personali e a ritrovare la propria identità, mentre la seconda è trascinata sempre più in basso dal fardello di suo marito. L'intero percorso creativo che ha portato Zhang Jie ad affrontare così spesso il tema della figura femminile in tutte le sue sfaccettature – in quanto madre, figlia, moglie e donna – ha avuto il suo culmine con il romanzo, primo di una serie di tre, Wuzi 无字, pubblicato nel 2002 e tradotto in italiano con Senza Parole, che le è valso il suo secondo premio Mao Dun oltre a numerosi altri riconoscimenti internazionali.